# Veleta de Heggen

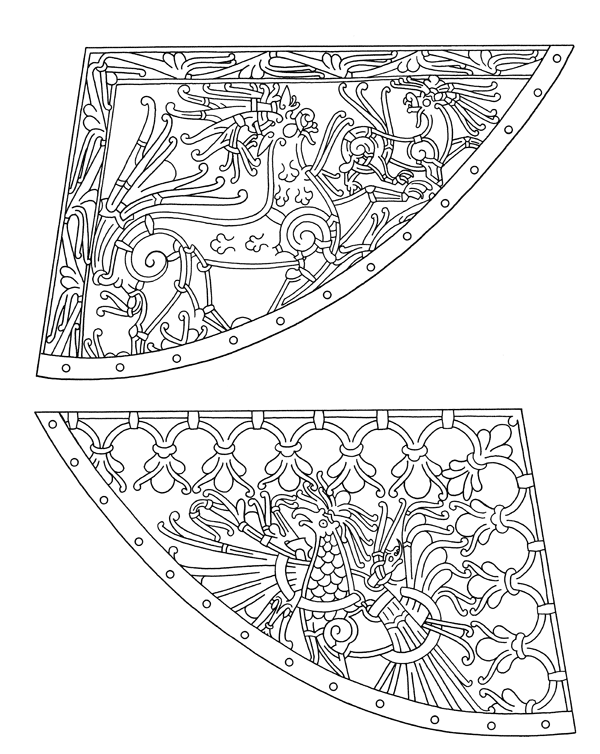
Detalle de la Veleta de Heggen.

La Veleta de Heggen es una pieza antigua que fue usada como estandarte de un buque insignia de la Era vikinga, de estilo Mammen. Mide unos 28 cm, y es la más antigua descubierta hasta la fecha de hoy. Fue encontrada en la iglesia de Haggen en 1923, usada como veleta de un campanario. Haggen pertenece al municipio de Modum, al oeste de Oslo en Noruega
Estos estandartes posiblemente se usaban en la proa de un drakkar o una nave similar de los vikingos. Se fabricaban en cobre, bronce u otro tipo de metal dorado. Existen otras dos piezas similares que confirman el uso habitual de este tipo de simbología en las naves de guerra vikingas: la veleta de Söderala y la veleta de Källunge. 
El estandarte muestra una imagen completamente tridimensional de un animal mítico a un lado de dos bestias indefinidas, magníficamente decoradas, por el otro sólo un pájaro. La teoría es que estas piezas fueron precursoras del estandarte del cuervo, aunque sigue en entredicho si se consideran las banderas más antiguas del mundo.
Actualmente, se encuentra emplazada en el Museo de Historia de Oslo.